# Hannes Þór Halldórsson
En aquest nom islandès, el darrer nom és un patronímic, no pas un cognom. La manera de referir-se a aquesta persona és pel nom de pila.
Hannes Þór Halldórsson (nascut el 27 d'abril de 1984) és un futbolista islandès que juga com a porter al F.K. Bodø/Glimt, cedit pel NEC Nijmegen, a la Tippeligaen noruega.